# Виртуализация сетевых функций
Виртуализация сетевых функций (англ. Network Functions Virtualization, NFV) — это концепция сетевой архитектуры, предлагающая использовать технологии виртуализации для виртуализации целых классов функций сетевых узлов в виде составных элементов, которые могут быть соединены вместе или связаны в цепочку для создания телекоммуникационных услуг (сервисов). Концепция виртуализации сетевых функций была предложена в 2012 году Европейским институтом телекоммуникационных стандартов (ETSI).
NFV отличается от традиционных способов виртуализации, используемых в информационных технологиях уровня предприятия. Виртуализируемая сетевая функция (англ. virtualized network function, VNF) может включать одну или несколько виртуальных машин, использующих разное программное обеспечение и процессы, поверх отраслевых стандартов, серверы, коммутаторы и хранилища большого объема, или даже инфраструктуру облачных вычислений, вместо отдельных аппаратных решений для каждой сетевой функции.
Например, виртуализированный граничный контроллер сессий может быть развернут для защиты сети без обычных затрат и сложности получения и установки физических устройств. Другие примеры NFV включают виртуализированные балансировщики нагрузки, брандмауэры, устройства обнаружения проникновения и ускорители WAN.